# エリオット・シー
エリオット・シー（Elliot McKay See, Jr.、1927年7月23日-1966年2月28日）は、アメリカ合衆国の宇宙飛行士で、ニュー・ナインに選出された。
シーはテキサス州ダラスで生まれ、ハイランドパーク高校を卒業した。テキサス大学に通ってファイ・カッパ・デルタフラタニティに所属したが、アメリカ商船アカデミーに転校して1949年に卒業した。後にカリフォルニア大学ロサンゼルス校で修士号を取得した。1953年から1956まで海軍飛行士を務めたが、その前後にはGE・アビエーションで働いた。マリリン・デナヒー・シーと結婚し、サリー、カロリン、デビッドの3人の子供がいる。
シーはジェミニ5号でバックアップのパイロットを務め、ジェミニ8号ではパイロットとして搭乗する予定だったが、結局ジェミニ9号の船長となった。しかし彼とパイロットのチャールズ・バセットは、搭乗前の訓練用のT-38がマクドネル宇宙センターとして知られるマクドネル・エアクラフト101ビルに撃突して死亡した。ミズーリ州セントルイスのランバート・セントルイス国際空港から300mの距離だった。101ビルはジェミニ宇宙船の製造所で、彼らは2週間のシミュレーション訓練に行っていたところだった。皮肉なことに、彼らは宇宙船からわずか150mの場所で死亡し、アーリントン国立墓地に葬られた。
NASAの調査委員会は後に、悪天候からの視界不良に起因するパイロットのミスが事故の原因になったと結論付けた。また、シーはおそらく視界不良のため、接近時にあまりにも地面近くを飛んでいたと明らかにした。
シーの名前は、ケネディ宇宙センター見学施設（Visitor Complex）にあるスペース・ミラー・メモリアルに刻まれている。また2010年にはハイランドパーク高校の名誉卒業生となった。
1998年のテレビシリーズ『フロム・ジ・アース/人類、月に立つ』では、スティーヴ・ザーンが演じた。